# Forsviks sluss

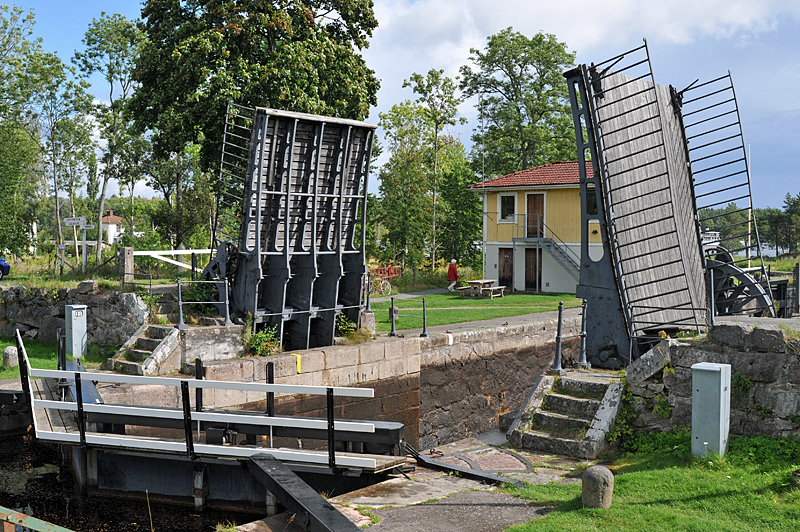
Forsviks sluss med dubbelklaffbron

Forsviks sluss, eller Karl XIII:s sluss, är den först byggda slussen i Göta kanal.
Forsviks sluss i Forsvik byggdes 1811–13 under ledning av Baltzar von Platen och invigdes i oktober 1813. En annan ansvarig var fortifikationsingenjören Jacob Forsell. I  byggandet arbetade indelta soldater och också ett antal ryska desertörer.
Slussen byggdes från början något kortare är nomallängden för Göta kanals västgötadels normallängd 35,6 meter, men den förlängdes 1862 till drygt 38 meter. Breden är omkring 7,13 meter, något bredare vid mitten. Slussen rymmer 1.000 kubikmeter vatten och är därmed den största slussen i Göta kanal, där flertalet slussar har 700 kubikmeter. Det är också den enskilda sluss, som med över 3 meter har den högsta lyfthöjden.
Forsviks dubbelklaffbro av gjutjärn är från 1813 och den äldsta kanalbron. Det finns olika uppgifter om den är byggd i England eller i Sverige efter engelska ritningar. Den är idag ett kulturminne.